# رولز-رویس آربی۲۱۱
رولز-رویس آربی۲۱۱ (به انگلیسی: Rolls-Royce RB211) یک خانواده موتور هواگرد از نوع توربوفن است که توسط شرکت رولز-رویس هلدینگز در کشور بریتانیا توسعه‌یافته و ساخته شده‌اند.